# Cuarteto de cuerda n.º 11 (Shostakóvich)

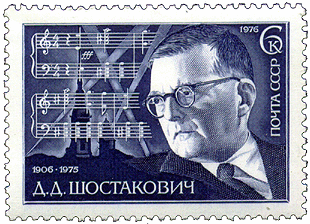
Schostakovich - Sello de 1976

El Cuarteto de cuerda n.º 11 en fa menor (opus 122) es una obra de música de cámara compuesta por Dmitri Shostakóvich en 1966. Estrenado por el Cuarteto Beethoven en Moscú el 30 de mayo de 1966, está dedicado a la memoria de Vassili Chirinski, segundo violinista y miembro fundador del propio Cuarteto Beethoven, fallecido unas semanas antes y que fue sustituido por Nicolás Zabatnikov. Este es el primero de cuatro cuartetos de Shostakóvich dedicados al Cuarteto Beethoven, cada uno dedicado a un miembro diferente de este conjunto instrumental.

## Estructura
El Cuarteto n.º 11 está planteado en siete movimientos vinculados:
1. Introducción - Andantino
2. Scherzo - Allegretto
3. Recitativo - Adagio
4. Estudio - Allegro
5. Humorístico - Allegro
6. Elegía - Adagio
7. Conclusión - Moderato

Los títulos de los movimientos pueden ser muy engañosos: la Introducción no lo es realmente, el Scherzo se toca pianissimo, el Recitativo no incluye un planteamiento de solista, mientras que el supuesto tono del Humorístico está ausente. El conjunto aparece más bien como un poema sin palabras de siete versos, de los cuales sólo el penúltimo, Elegía, presenta un evidente carácter de “fúnebre”.
Para Bertrand Dermoncourt, Dmitri Shostakóvich en esta pieza “expresa la triste vanidad del mundo ". Con un tono muy schubertiano, extremadamente desolado, este cuarteto aparece de hecho como una especie de “viaje de invierno”. Se escuchan algunas citas truncadas de obras anteriores, sin iluminar un discurso de tonos oscuros y apagados.
Con una duración aproximada de 20 minutos, el Cuarteto n.º 11 de Shostakóvich utiliza prácticamente todas las técnicas de composición imaginables en su época (en particular, el dodecafonismo).

## Discografía selectiva
- Cuarteto Borodín, cuartetos de cuerda completos de Shostakóvich, de Melodiya / BMG, 1997.